# Douglas Kennedy (författare)
Douglas Kennedy, född 1955 i New York, är en amerikansk författare, men som 1988 bosatte sig i Storbritannien.
Kennedy är journalist och utbildad historiker och har utöver skönlitteratur skrivit reseskildringar. Han har bland annat skrivit romanerna Den gåtfulle fotografen, som blev hans internationella genombrott när den kom ut 1997, Den andra kvinnan, Ett alldeles särskilt förhållande och Förändringens vindar.
Några av Kennedys böcker har filmatiserats. The Dead Heart filmatiserades 1997 som Welcome to Woop Woop. The Big Picture filmatiserades 2010 på franska som L'homme qui voulait vivre sa vie. The Woman in the Fifth filmatiserades 2011 under samma titel.